# Михаило III Војислављевић
Михаило III Војислављевић је био српски кнез Дукље у другој половини 12. века, око 1180—1189. године. Припадао је династији Војислављевића, а претпоставља се да је био син дукљанског кнеза Радослава, који је владао средином 12. века. Михаило се оженио се књегињом Десиславом, али је непознато да ли су имали деце. Владао је у периоду свог моћног рођака и ујака великог жупана Стефана Немање (око 1168—1199).

## Владавина
Немања ће за време своје власти ујединити све српске земље, ослободити се византијске власти и ударити темеље обнове Српског краљевства. Међутим, обнова краљевства текла је на штету кнеза Михаила III, византијског штићеника, којег је 1186. Немања поразио и одузео му целокупну Зету. Могуће је да је том приликом умро и Михаило III или нешто иза тога, јер о њему више нема података. Његова супруга Десислава потражила је уточиште у Дубровачкој републици која ју је и прихватила.
Краљевска титула је поново обновљена у рукама Немањиног сина Вукана који је наследио кнеза Михаила. Тиме је династија Војислављевића замењена династијом Немањића која ће Србима владати више од 200 година. Краљевска титула и поседи, међутим остаће предмет спора у новој династији између браће Вукана и Стефана која ће се завршити Стефановом победом.
Према извештају којег је "око 1180. године" канонику Сплитске надбискупије упутио поглавар Дукљанске цркве Гргур Барски, између града Бара и Немање десила се "велика размирица". Немања је тражио од Бара 800 перпера, које Бар нема, јер су поља око Бара опустошена. Такође је поменуо и старање кнеза Михаила за цркву у Дукљи, као и његову немогућност пружања додатне помоћи.
Немањин син, српски краљ Стефан Првовенчани, у спису о свом оцу Житије Св. Симеона, изјављује да Немања "поврати Диоклитију и Далмацију", рушећи "Дањ град, Сардоники град, Дриваст, Росаф град звани Скадар, град Свач, град Улцињ, град славни Бар".
А Котор остави, утврди га и пренесе свој двор у њега, који је и до данас. Остале градове освоји, и поруши, и претвори славу њихову у пустош, истреби грчко име, да се никако не спомиње име њихово у тој области, а народ свој у њима неповређен остави да служи држави његовој са страхом и са уреченим данком од Светога.

## Повеље
Историчари претпостављају да исправе које је издала његова жена Десислава представљају последње повеље династије Војислављевића.